# Каю
«Каю» (фр. Caillou) — канадский детский образовательный мультсериал, выходивший с 15 сентября 1997 по 3 октября 2010. Основан на книгах писательницы Элен Деспюто, в России мультсериал показали на JimJam

## Сюжет
Каю — четырёхлетний мальчик, живущий вместе со своей семьёй: папой, мамой и младшей сестрой Рози. Он усваивает жизненные уроки и открывает для себя новые вещи, используя своё воображение, из-за чего у него много приключений вместе со своей семьёй и друзьями.

## Серии
Всего было выпущено 5 сезонов из 92 получасовых серий. Также был выпущен полнометражный мультфильм «Caillou’s Holiday Movie».
| Сезон | Серии | Серии | Даты показа      | Даты показа      |
| Сезон | Серии | Серии | Первая серия     | Последняя серия  |
| ----- | ----- | ----- | ---------------- | ---------------- |
| 1     | 13    | 13    | 15 сентября 1997 | 5 июля 2000      |
| 2     | 20    | 20    | 4 сентября 2000  | 2 июля 2002      |
| 3     | 13    | 13    | 15 ноября 2002   | 7 октября 2003   |
| 4     | 20    | 20    | 3 апреля 2006    | 23 сентября 2008 |
| 5     | 26    | 26    | 11 сентября 2010 | 3 октября 2010   |

## Производство
Книги «Каю» издаются издательством Chouette Publishing с 1989 года.
Изначально шоу было спродюсировано на французском; позже серии переводились на английский язык. Книги также издавались на французском языке. Мультсериал был создан детскими психологами преимущественно для малышей.
14 ноября 2012 года права на трансляцию четвёртого сезона в США были проданы телеканалу PBS Kids.

## Критика
Изначально мультсериал был положительно оценён критиками. Журнал Entertainment Weekly отметил, что Каю в мультсериале «приукрашивает всё, что видит, своим богатым воображением», а газета Los Angeles Times отметила, что «Каю растёт и учится понимать свой мир». Однако с годами мультсериал стал более публично критиковаться.
Тристин Хоппер из National Post назвал «Каю» «возможно, самой ругаемой детской программой в мире». Распространённой критикой мультсериала является «испорченное» поведение главного героя и отсутствие последствий. Также он отметил, что «в отличие от большинства детских программ, „Каю“ почти не пытается обучать свою юную аудиторию. Здесь нет завуалированных математических задач, уроков правописания или нравоучений; это просто спокойные, неугрожающие, яркие люди, решающие повседневные задачи.»
Поскольку в серии книг Каю был гораздо младшим ребенком, изначально у него не было волос. Когда иллюстраторы обнаружили, что добавление волос делает его неузнаваемым, было решено, что у Каю никогда не будет волос. Это привело к появлению городской легенды о том, что у главного героя рак или детская алопеция.